# Ladigesocypris
Ladigesocypris — рід прісноводних риб родини ялецеві (Leuciscidae), поширених на території Анатолії та сусідніх островів.
Рід включає такі види:
- Ladigesocypris ghigii  (Gianferrari, 1927)
- Ladigesocypris irideus  (Ladiges, 1960)
- Ladigesocypris mermere  (Ladiges, 1960)